# Исмагилов, Зинфер Ришатович
Зинфер Риша́тович Исмаги́лов (15 октября 1947, Байгильдино, Башкирская АССР — 21 июня 2023) — советский и российский химик в области углехимии, углеродных материалов и катализа, директор Института углехимии и химического материаловедения Федерального исследовательского центра угля и углехимии СО РАН, научный руководитель Федерального исследовательского центра угля и углехимии СО РАН, академик РАН (2019), лауреат премии имени В. А. Коптюга (2005) и премии «Глобальная энергия» (2021).

## Биография
Родился 15 октября 1947 года в с. Байгильдино Нуримановского района Башкирской АССР.
В 1969 году окончил Новосибирский государственный университет, специальность — «химия».
С 1972 по 1980 год работал в Институте катализа СО АН СССР (ИК СО АН СССР) младшим научным сотрудником.
В 1974 году защитил кандидатскую диссертацию (аспирантура ИК СО АН СССР).
С 1976 по 1989 год — преподаватель, доцент кафедры физической химии Новосибирского государственного университета.
В 1978—1979 годах — приглашённый исследователь в Университете Райса (Хьюстон, Техас, США).
С 1979 по 1982 год — первый заместитель декана факультета естественных наук Новосибирского государственного университета.
В 1980—1983 годах — старший научный сотрудник ИК СО АН СССР.
С 1983 по 2015 год — заведующий лабораторией и начальник отдела в Институте катализа имени Г. К. Борескова СО РАН.
В 1988 году защитил докторскую диссертацию.
С 1988 по 1992 год — заместитель генерального директора Межотраслевого научно-технического комплекса (МНТК) «Катализатор».
В 1991 году присвоено учёное звание профессора (ВАК).
1992 и 1994 год — приглашённый профессор в Университете Луи Пастера (Страсбург, Франция).
1993 год — приглашённый профессор в Северо-Западном университете (Эванстон, Иллинойс, США) и в Тихоокеанской северо-западной национальной лаборатории (Ричленд, Вашингтон, США).
В 1993 году получил образование по специальной программе Министерства торговли США по организации и управлению наукой и производством.
2008 и 2010 год — курс лекций для аспирантов в Казахском национальном университете им. Аль-Фараби (Алматы, Казахстан).
С 2010 по 2015 год — директор Института углехимии и химического материаловедения СО РАН (Кемерово).
В 2011 году избран членом-корреспондентом РАН от Отделения химии и наук о материалах (секция химических наук).
С апреля 2012 года по январь 2013 года — заведующий кафедрой «Химическая технология твердого топлива и экология» Кузбасского государственного технического университета им. Т. Ф. Горбачева.
С декабря 2012 года — заведующий кафедрой «Углехимии, пластмасс и инженерной защиты окружающей среды» Кузбасского государственного технического университета им. Т. Ф. Горбачева.
С 2015 года — директор Института углехимии и химического материаловедения Федерального Исследовательского Центра угля и углехимии СО РАН (Кемерово).
С 2018 года — главный научный сотрудник ФИЦ Институт катализа СО РАН имени Г. К. Борескова.
15 ноября 2019 года избран действительным членом РАН от Отделения химии и наук о материалах (по специальности «Углехимия»).
23 декабря 2019 года избран научным руководителем ФИЦ УУХ СО РАН.
Скончался 21 июня 2023 года на 76-м году жизни. Похоронен на Южном кладбище Новосибирска.

### Научная деятельность
Научные труды посвящены исследованиям в области углехимии, химии углеродных материалов и гетерогенного катализа, автор и соавтор более 1160 публикаций, 351 статей по WoS (цитирование 3731, индекс Хирша 28) и 160 авторских свидетельств и патентов на изобретения, в том числе после избрания членом-корреспондентом РАН в 2011 г. – 161 статей (WoS) и 30 патентов.
Под руководством З. Р. Исмагилова выполнены фундаментальные исследования структуры углей современными физико-химическими методами, разработаны научные основы пиролиза и газификации углей, получения продуктов углехимии и коксохимии, установлены закономерности содержания полиароматических углеводородов в ряду метаморфизма углей. Впервые исследованы термохимические реакции превращения ископаемых углей под воздействием лазерного излучения.
Исследованы строение и структура гуминовых соединений, разработаны методы их выделения, создан опытно-промышленный стенд производства гуминовых веществ. Разработаны научные основы получения сорбентов из ископаемых углей, комплексом физико-химических методов выполнены исследования структуры и свойств сорбентов, создан современный стенд производства углеродных сорбентов. Разработаны научные основы химической утилизации метана угольных пластов методами парциального окисления, димеризации и ароматизации шахтного метана.
Детально исследован механизм синтеза углеродных нановолокон и нанотрубок, исследованы фундаментальные закономерности модифицирования углеродных наноматериалов гетероатомами.
Вел активную работу по подготовке научных кадров, являлся заведующим кафедрой «Углехимии, пластмасс и инженерной защиты окружающей среды» Кузбасского государственного технического университета имени Т. Ф. Горбачева.
Под его руководством защищено 6 докторских и 29 кандидатских диссертаций.

### Общественно-научная деятельность
Научно-организационная деятельность:
- член Президиума СО РАН
- член Научного совета РАН по химии ископаемого и возобновляемого углеродсодержащего сырья
- член Научного совета РАН по катализу
- член Объединенного учёного совета СО РАН по химическим наукам
- научный руководитель Центра коллективного пользования КемНЦ СО РАН
- главный редактор журнала «Химия в интересах устойчивого развития», член редколлегии журнала «Химия твердого топлива» и редколлегий нескольких российских и международных журналов
- член Европейского общества материаловедов EMRS

## Награды
- Почетная грамота Президиума СО РАН (1993, 2017)
- Медали ВВЦ (1995, 2000)
- Медаль выставки «Эврика», Брюссель (1997)
- Заслуженный деятель науки РФ (1999)
- Почетная грамота Президиума РАН (1999, 2007, 2017)
- Премия имени В. А. Коптюга (2005)
- Медаль им. акад. В. П. Макеева Федерации космонавтики России (2007)
- Медаль «70 лет Кемеровской области» (2008)
- Благодарность Губернатора Новосибирской области (2008)
- Орден Почёта Кузбасса (2013)
- Почётный член Академии наук Республики Татарстан (2016)
- Почётный профессор Кузбасса (2017)
- Медаль «60 лет СО РАН» (2017)
- Почётная грамота от ФАНО (2017)
- Премия «Глобальная энергия» (2021)
- Премия Правительства Российской Федерации в области науки и техники (2021)
- Орден Дружбы (2023)[7]
- многочисленные грамоты РХО им Д. И. Менделеева